# قلعة بزي
قلعة بزي (بالفارسية: قلعه بزی) هي قلعة تاريخية تعود إلى عصر ساسانيون والدولة السلجوقية، وتقع في مقاطعة مباركة.